# Biesenhorster Sand

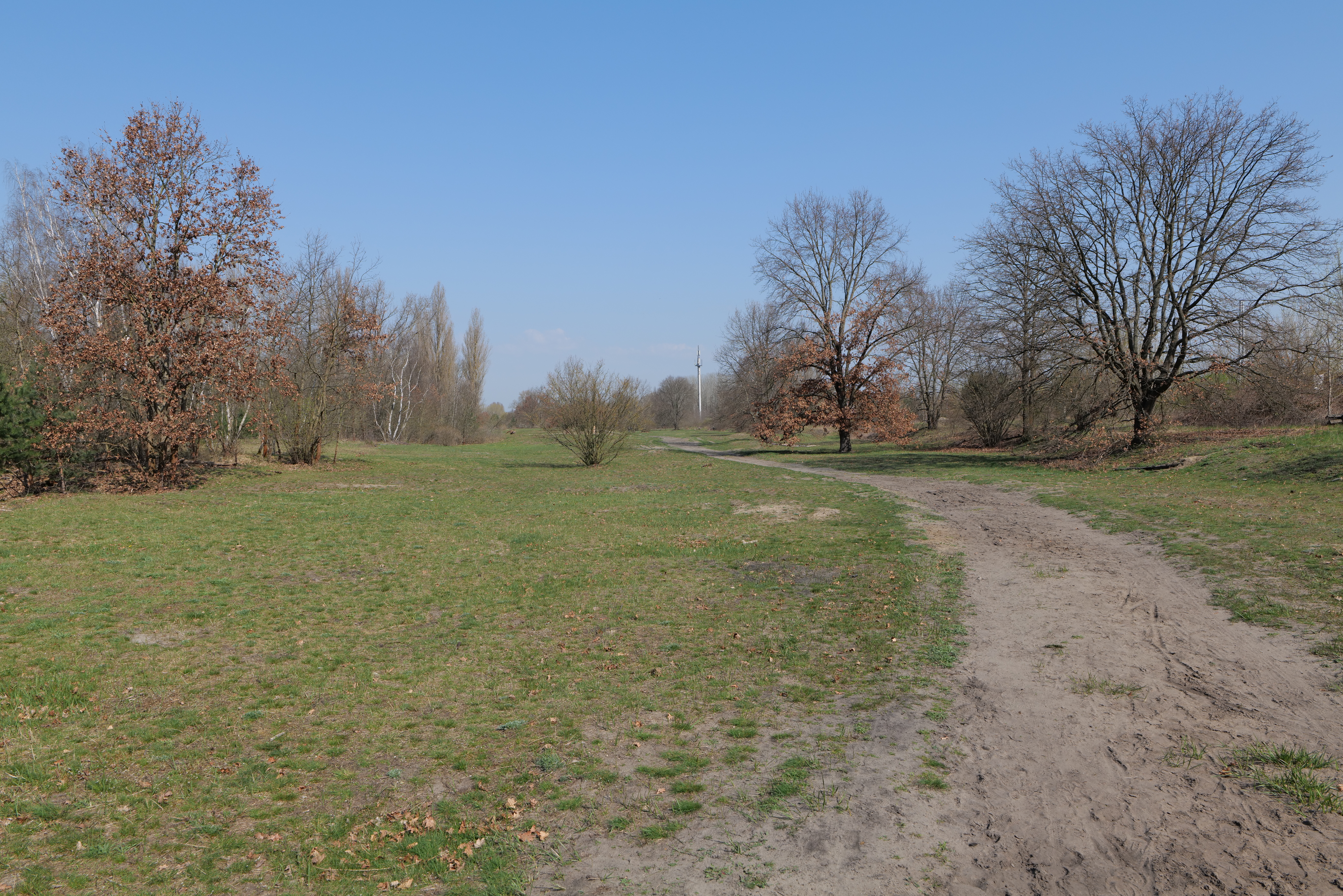
Spazierwege durch das Gebiet,
parallel zu den Eisenbahn-Gleisen

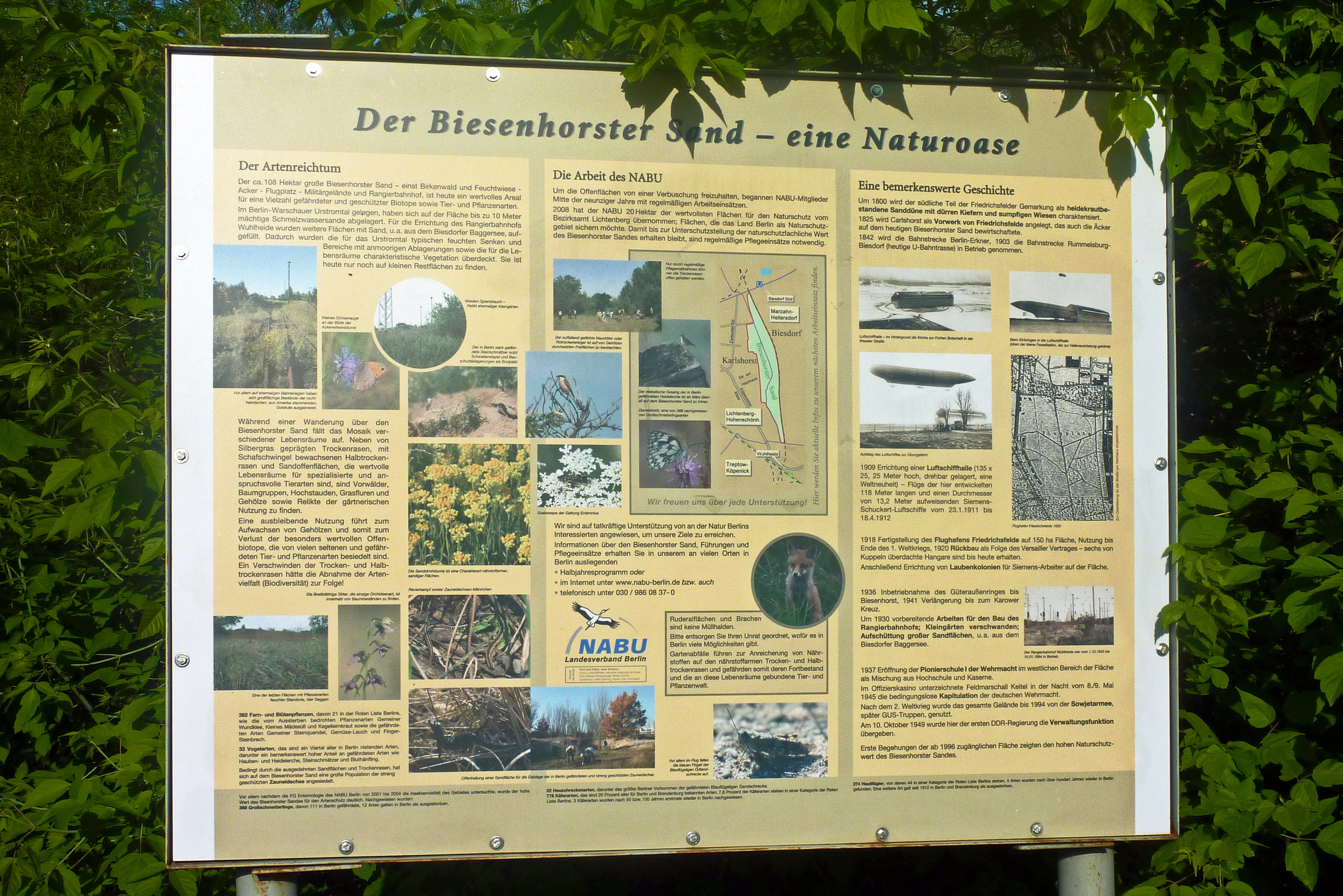
Infotafel am Zugang Straße Am alten Flugplatz

Der Biesenhorster Sand ist ein Naturschutzgebiet im Osten Berlins, auf dem sich Biotope mit gefährdeten und geschützten Tier- und Pflanzenarten befinden. Das 108 ha große Gelände erstreckt sich beiderseits der Grenze zwischen den Bezirken Lichtenberg und Marzahn-Hellersdorf (Ortsteile Karlshorst bzw. Biesdorf). Der Lichtenberger Teil umfasst 23,7 ha. Biesenhorst ist ein Kofferwort aus Bies(dorf) und (Karls)horst.
Seit 18. März 2021 ist das Areal als Naturschutzgebiet ausgewiesen.

## Lage
Das Gebiet wird im Norden durch die ehemalige VnK-Strecke (heutige U-Bahn-Linie 5) nahe dem U-Bahnhof Biesdorf-Süd und im Osten durch den Berliner Außenring begrenzt. Im Süden endet es kurz vor der Bahnstrecke Berlin–Frankfurt (Oder) am S-Bahnhof Wuhlheide, im Westen grenzt es an Kleingartenanlagen im Ortsteil Karlshorst.

## Beschreibung
Der Biesenhorster Sand ist eine aus der Eiszeit herrührende Sanderfläche. Die Trockenrasenflächen sind bis zu 450 Meter breit. Sie zeichnen sich durch eine große Artenvielfalt aus. Neben Trockenrasen und offenen Sandflächen sind auch Baumgruppen, Hochstauden und einzelne Gehölze anzutreffen.

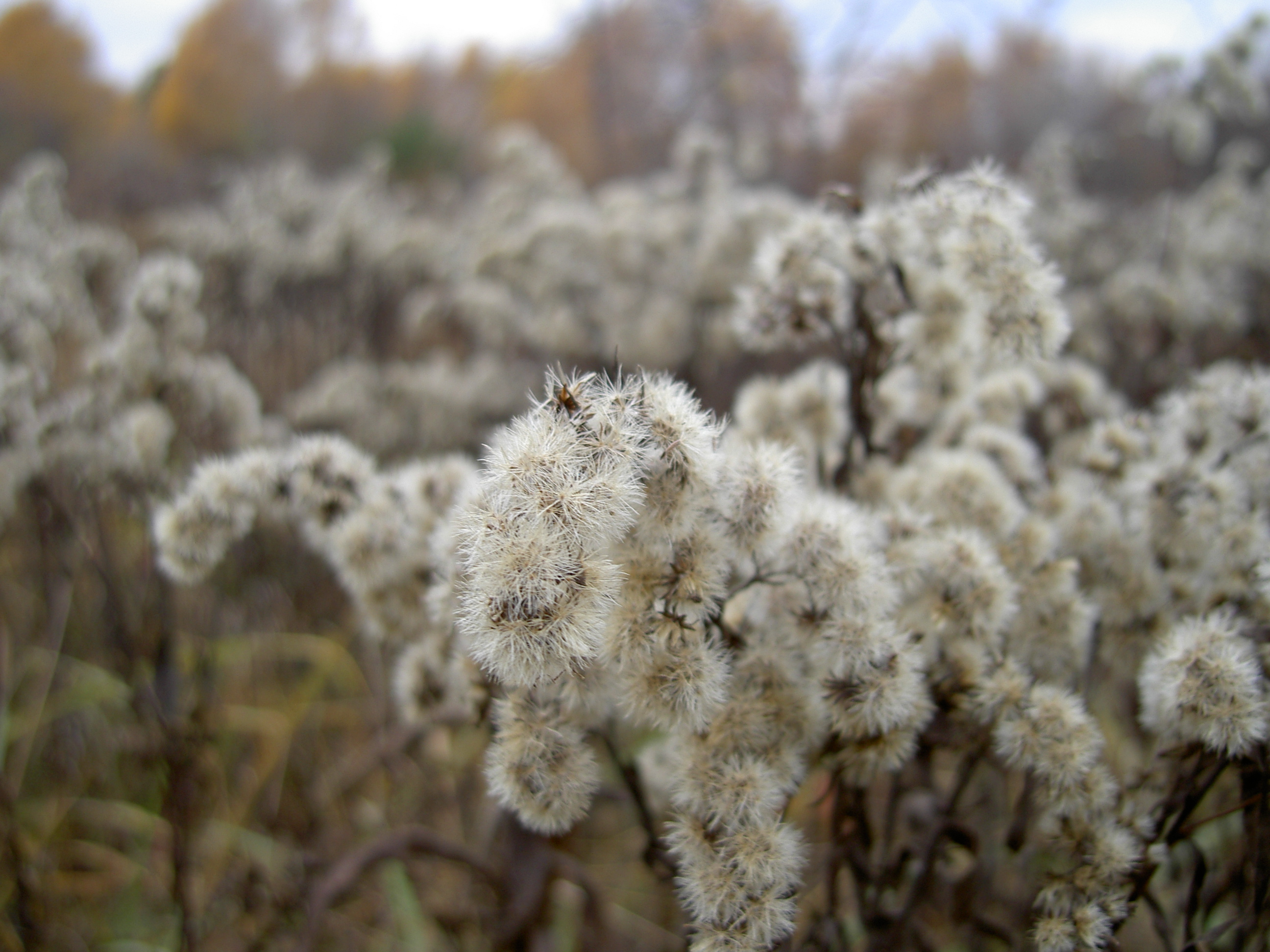
Kanadische Goldrute

Experten zählten 382 Farn- und Blütenpflanzen, von denen 21 auf der Roten Liste stehen, wie die vom Aussterben bedrohten Pflanzenarten Gemeiner Wundklee, Kleines Mädesüß und Kegelfrüchtiges Leimkraut sowie die gefährdeten Arten Gemeiner Steinquendel und Finger-Steinbrech. Auf dem Biesenhorster Sand wurde der Schlitzblättrige Storchschnabel, eine bisher in Berlin als ausgestorben geführte Art, gefunden.
Entomologen zählten 1324 Insektenarten, darunter 388 Großschmetterlingsarten, von denen 111 in der Roten Liste verzeichnet sind. 12 Arten galten in Berlin als ausgestorben. Einer der nachgewiesenen Rüsselkäfer wurde in Berlin und Brandenburg zuletzt vor über 100 Jahren gesehen, eine der vielen Bienenarten galt seit 1912 in der Region als ausgestorben. Auf dem Biesenhorster Sand gibt es außerdem 25 Heuschreckenarten, darunter die Italienische Schönschrecke und den größten Bestand der Blauflügeligen Sandschrecke in Berlin.
778 Käferarten wurden nachgewiesen, das sind 20 Prozent aller für Berlin und Brandenburg bekannten Arten. Acht Prozent von ihnen stehen in der Roten Liste Berlins.
Günstige Lebensbedingungen bietet das Gebiet mit seinen im Sommer bis zu 65 Grad heißen Trockenrasenflächen auch für kleine Reptilien, so vor allem für die streng geschützte Zauneidechse. 33 Vogelarten brüten auf dem Biesenhorster Sand, darunter die Rote-Liste-Arten Brachpieper, Hauben- und Heidelerche, Steinschmätzer, Neuntöter und Bluthänfling.

## Geschichte
Der Biesenhorster Sand liegt erdgeschichtlich im Warschau-Berliner Urstromtal. Hier haben sich bis zu zehn Meter dicke Schmelzwassersande abgelagert. Die ursprüngliche Waldfläche wurde Mitte des 19. Jahrhunderts gerodet und dann als Ackerfläche genutzt. Ab 1907 befand sich dort die Siemens Luftschiffhalle, und ab 1917 die Fliegerstation Berlin-Karlshorst. Nach 1918 entstanden auf den Feldflächen Kleingärten, die in den 1930er Jahren dem Bau des Güteraußenrings weichen mussten. Für die Errichtung der benachbarten Bahnanlagen wurden weitere Flächen mit Sand aufgefüllt.
Auf dem Gelände befanden sich zu DDR-Zeiten der seit 1953 bestehende Rangierbahnhof Wuhlheide und ein Kasernengelände der Sowjetarmee mit separatem Verladebahnhof. Mit dem Abzug der sowjetischen Truppen im Jahr 1994 endete die militärische Nutzung des Gebietes. Im gleichen Jahr wurde der Rangierbahnhof stillgelegt und in der Folgezeit die Anlagen zurückgebaut. Seitdem entwickelte sich das Territorium weitgehend ungestört, die ehemalige Nutzung ist aber an vielen Stellen noch sichtbar.
Der Naturschutzbund Deutschland (NABU) Berlin engagiert sich seit Langem für den Erhalt des Biesenhorster Sandes. Seit Mitte der 1990er Jahre führt er regelmäßig Pflegearbeiten durch, um den Charakter des Geländes mit wertvollen Lebensräumen und Offenlandbiotopen zu erhalten und die Trockenrasen von einer Verbuschung durch natürlichen Gehölzaufwuchs freizuhalten. Ein Pflege- und Entwicklungsplan ermöglichte alternative Methoden zum Erhalt des gegenwärtigen Zustandes, so die Pflege des Biotops durch Beweidung mit Schafen und Ziegen auf fünf Koppeln. Das Wegenetz dient der Naherholung.
Bereits im Jahr 2000 wurde empfohlen, den Grünzug vom Biesdorfer Kreuz im Norden bis zur Wuhlheide im Süden als Landschaftsschutzgebiet auszuweisen. Die Trockenrasen im Lichtenberger Teil wurden auf Grund ihrer bemerkenswerten Tier- und Pflanzenwelt zur Sicherung als Naturschutzgebiet vorgeschlagen. Seit März 2021 trägt der Biesenhorster Sand diesen Status.